# Талог
Талог (баш. Талог) — деревня в Аскинском сельсовете Аскинского района Республики Башкортостан России.

## История
Название возможно, от баш. тал ‘ива, ивовая’.
Статус деревня, сельского населённого пункта, посёлок получил согласно Закону Республики Башкортостан от 20 июля 2005 года N 211-з «О внесении изменений в административно-территориальное устройство Республики Башкортостан в связи с образованием, объединением, упразднением и изменением статуса населенных пунктов, переносом административных центров», ст.1:

6. Изменить статус следующих населенных пунктов, установив тип поселения — деревня:

4)в Аскинском районе:…

а) поселка Талог Бурминского сельсовета
До 2008 года входил в Бурминский сельсовет. После его упразднения включен в Аскинский сельсовет (Закон Республики Башкортостан от 19.11.2008 N 49-з «Об изменениях в административно-территориальном устройстве Республики Башкортостан в связи с объединением отдельных сельсоветов и передачей населённых пунктов», ст.1, п. 4, д)).

## Население
| 2002 | 2009 | 2010 |
| ---- | ---- | ---- |
| 64   | ↘33  | ↘26  |

Национальный состав
Согласно переписи 2002 года, преобладающие национальности — башкиры (42 %), марийцы (27 %).

## Географическое положение
Расположена на правом берегу реки Тюй вблизи северной границы республики. Расстояние до:
- районного центра (Аскино): 30 км,
- центра сельсовета (Аскино): 30 км,
- ближайшей железнодорожной станции (Куеда): 134 км.

На севере примыкает к деревне Тюйск, на юге вблизи находится Верхненикольское, с запада примыкает лесной массив. Дорог с твёрдым покрытием нет, ближайший мост через реку находится в Тюйске.